# Chrysotus verralli
Chrysotus verralli är en tvåvingeart som beskrevs av Octave Parent 1923. Chrysotus verralli ingår i släktet Chrysotus och familjen styltflugor. Inga underarter finns listade i Catalogue of Life.